# Joël Wakanumuné
Joel Wakanumuné (30 de septiembre de 1986 en Numea) es un futbolista neocaledonio que juega como mediocampista en el AS Tiga Sport. Su hermano Jean-Patrick también juega al fútbol.

## Carrera
Debutó en 2002 en el AS Mont-Dore y en 2005 pasó al Poitiers FC de Francia, pero solo estuvo un año en dicho club y en 2006 fichó con el Nevers Football. En 2008 volvió al AS Mont-Dore, sin embargo, en 2009 partió nuevamente a Europa para jugar en el Sud Nivernais Imphy Decize francés. En 2011 firmó con el SO Chambéry para en 2014 pasar al AS Aix. En 2016 regresó a Nueva Caledonia al firmar con el AS Magenta.

### Clubes
| Club              | País            | Año             |
| ----------------- | --------------- | --------------- |
| AS Mont-Dore      | Nueva Caledonia | 2002 - 2005     |
| Poitiers FC       | Francia         | 2005 - 2006     |
| Nevers Football   | Francia         | 2006 - 2008     |
| AS Mont-Dore      | Nueva Caledonia | 2008 - 2009     |
| SNID              | Francia         | 2009 - 2011     |
| SO Chambéry       | Francia         | 2011 - 2014     |
| AS Aix            | Francia         | 2014 - 2015     |
| AS Magenta        | Nueva Caledonia | 2016 - 2017     |
| FC Auteuil-Dumbea | Nueva Caledonia | 2017 - 2018     |
| AS Tiga Sport     | Nueva Caledonia | 2018 - presente |

### Selección nacional
Con Nueva Caledonia ganó la medalla de oro en los Juegos del Pacífico 2011 y obtuvo el subcampeonato en la Copa de las Naciones de la OFC 2012.